# Ivan Benet
Ivan Benet (Vic, 1976) és un actor de teatre, cinema i televisió i director de teatre.
L’any 2000 es llicencia en Art Dramàtic en l’especialitat d’Interpretació per l’Institut del Teatre, obtenint-ne el Premi Extraordinari. Va ser becat pel Teatre Lliure per participar en dos work in progress a la Schauspielhaus de Bochum, Alemanya, dirigits pel director holandès Johan Simons i la directora romanesa Cătălina Buzoianu, i va formar part de la companyia del Teatre Lliure durant la direcció d’Àlex Rigola. I també ha sigut Adjunt a Direcció del Teatre Lliure durant el primer període de la Direcció de Julio Manrique.
Com a actor, ha participat en una cinquantena d’espectacles. Darrerament l’hem pogut veure en obres com Un déu salvatge de Yasmina Reza; Els ossos de l’irlandès de Víctor Borràs; L’oncle Vània, d’Anton Txékhov, amb direcció d’Oskaras Koršunovas; Mare de sucre, escrita i dirigida per Clàudia Cedó; o Les tres germanes, d’Anton Txékhov, dirigida per Julio Manrique.
Ha participat en espectacles com Bouvetøya (creació col·lectiva); L’ànec salvatge, de Henrik Ibsen; El curiós incident del gos a mitjanit, de Simon Stephens; Llum de guàrdia, de Sergi Pompermayer i Julio Manrique; Qui té por de Virginia Wolf, d’Edward Albee; American Buffalo, de David Mamet; Desig sota els oms, d’Eugene O'Neill; En la solitud dels camps de cotó, de Bernard-Marie Koltès; Esperant Godot, de Samuel Beckett; El jardí dels cinc arbres, de Salvador Espriu; El quadern gris, de Josep Pla; European House, d’Àlex Rigola; Ricard 3r, Juli Cèsar i Titus Andrònic, de William Shakespeare; Santa Joana dels escorxadors i La mare coratge i els seus fills, de Bertolt Brecht; Bodas de sangre, de Federico García Lorca; Escenes d’una execució, de Howard Barker, o Informe per a una Acadèmia, de Franz Kafka, un espectacle multipremiat que ell mateix va traduir i codirigir amb Xavier Ricart. Destaca el seu treball amb directors com Julio Manrique, Àlex Rigola, Mario Gas, Joan Ollé, Oriol Broggi, Ramon Simó o Daniel Veronese.
També ha dirigit La dona del tercer segona, de Víctor Borràs, i La lleugeresa i altres cançons, escrita conjuntament també amb Borràs.
Ha intervingut en sèries de televisió com Antidisturbios (M+), Com si fos ahir, Un mal invisible, Nit i dia, El Crac, Polseres vermelles i Ventdelplà (TVC), entre d'altres. I en pel·lícules com L’home dels nassos, d’Abigail Schaaff; Frederica Montseny, la dona que parla, de Laura Mañá, o Cerca de tu casa, d’Eduard Cortès.
Entre d'altres premis i nominacions, va rebre el Premi de la Crítica a Millor Actor Principal el 2014 per Informe per a una Acadèmia.